# Lauri Pyykönen
Lauri Pyykönen, né le 20 avril 1978 à Pirkkala, est un fondeur finlandais, spécialiste du sprint.

## Biographie
Licencié au Vantaan Hiihtoseura, il fait ses débuts internationaux en 1998 puis dans la Coupe du monde l'hiver suivant. Il marque ses premiers points lors de la saison 2000-2001 et y signe un top dix au sprint d'Oslo (neuvième). Il obtient deux podiums en Coupe du monde lors de l'hiver 2002-2003 aux sprints classiques de Cogne et d'Oslo. Cet hiver, il obtient son meilleur résultat dans des Championnats du monde en terminant douzième du sprint. Il est treizième du sprint aux Championnats du monde 2001, 2005 et 2007.
Aux Jeux olympiques d'hiver de 2006, il est notamment cinquième du sprint par équipes avec Keijo Kurttila, 27e du sprint et 54e du quinze kilomètres classique.
Avec Teemu Kattilakoski, il crée une entreprise d'importation de chaussures en 2006.

## Palmarès

### Jeux olympiques
| Épreuve / Édition  | Turin 2006 |
| Sprint libre       | 27e        |
| 15 km classique    | 54e        |
| Sprint par équipes | 5e         |

### Championnats du monde
| Épreuve / Édition  | Épreuve / Édition  | Lahti 2001 | Val di Fiemme 2003 | Oberstdorf 2005 | Sapporo 2007 |
| Sprint libre       | Sprint libre       | 13e        | 12e                |                 |              |
| Sprint classique   | Sprint classique   |            |                    | 13e             | 13e          |
| 15 km classique    | 15 km classique    | 22e        |                    |                 |              |
| Skiathlon          | Skiathlon          |            |                    |                 | Abandon      |
| Sprint par équipes | Sprint par équipes |            |                    | 15e             |              |

### Coupe du monde
- Meilleur classement général : 26e en 2003.
- Meilleur classement de la Coupe du monde de sprint : 3e en 2003.
- 2 podiums individuels : 2 deuxièmes places.

#### Différents classements en Coupe du monde
| Année     | Classement général final | Classement distance | Classement sprint |
| 2000-2001 | 55e                      |                     | 10e               |
| 2001-2002 | 67e                      |                     | 28e               |
| 2002-2003 | 26e                      |                     | 3e                |
| 2003-2004 | 61e                      |                     | 27e               |
| 2004-2005 | 50e                      |                     | 25e               |
| 2005-2006 | 135e                     |                     | 59e               |
| 2006-2007 | 91e                      |                     | 44e               |